# 七つのふしぎの終わるとき
『七つのふしぎの終わるとき』（ななつのふしぎのおわるとき）は、2011年12月22日にetudeより発売された18禁美少女アドベンチャーゲームである。

## 概要
サブタイトルは「SEVEN CLOCKS,SEVEN TRICKS.」。学園の七不思議・時間を操る時計・タイムリープを主題にした、SFミステリーアドベンチャーである。
当初は2011年11月25日に発売予定だったが、上記の12月22日に延期されて発売された。
etudeの第4作目。過去3作と同様に植田リョウが原画・キャラクターデザインを手がけている。本作は企画当初に、ディレクターと植田リョウからシナリオ担当の竹田と青葉大へ「タイムリープを中心とした企画を」と要望が出された。数々の企画案の中から「洋風」「閉鎖的な環境が舞台」「時計」（『不思議の国のアリス』の白ウサギの持ち物）「噂」などのキーワードが抽出され、「噂」の中で生きているものとして「学園の七不思議」が作品テーマに取り上げられた。

## ストーリー
（出典：）
時ノ台学園生の進藤智は、時間を操る能力を持つ不思議な懐中時計を活用して、便利な学園生活を過ごしている。智は時計と関連した学園の七不思議の謎を追い、新聞部のふみ・転校生のエリス・学園長代理の深咲と共に謎の1つを解いた結果、時の止まった空間で眠っていた少女・七穂を目覚めさせてしまう。七穂から時計の由来を聞いた智とヒロイン達は、彼女を元の時代へ還すため、7つの時計を揃えようと捜し始める。

## 登場人物
（出典：）

### 主人公
進藤 智（しんどう とも）
本作品の主人公。時ノ台学園2年。そこそこ真面目だが、何事からも距離を置き、ヒロイン達には軽口を叩くことが多い。写真撮影が趣味で、デジタルカメラを持ち歩いて周囲の風景を撮っている。特技は料理で、学園寮の食事が洋食が多く好みに合わないため、よく部屋のキッチンで自炊している。またその腕を活かして、バイト先の喫茶店でも料理を担当する。海外にいる両親の代わりに祖母の里瀬に育てられたおばあちゃんっ子で、学園でも祖母のことをよく話題に出す。
物語開始前に里瀬から「過去の写真を同じ場所の現在の写真に更新する」能力を持つ懐中時計を与えられた。使い方によっては悪用もできるが、祖母の教えを守り、清く正しく効率的に使っている。自分の時計をきっかけに、時計と学園の七不思議の謎に興味を持ち、いろいろ調べている。

### ヒロイン
時任 七穂（ときとう ななほ）
声：浅野ゆず
学園2年。過去の学園生で、時の止まった空間で長く眠っていたが、七不思議の謎を1つ解いた智達に助けられた。学園長の手配で智と同じクラスへ編入され、智が世話役になっている。育ちの良さが言動に表れ、忍耐強く控え目だが好奇心が強く、現代の珍しい物に興味津々。普段着は和服で、学園では専用にデザインされた和洋折衷の制服を身に付ける。
遠近 深咲（とおちか みさき）
声：木村あやか
学園2年。人から何か頼まれると断れないお人好しで世話好き。智とは1年の時に知り合い、2年になってクラスは離れたが付き合いが続いている。学園長の孫娘で学園長代理を任され、学生と学園側とのパイプ役。立場上、学園の模範生であろうと頑張っており周囲からも人気があるが、智に対してはツンツンしてつい手が先に出てしまう。
止山 ふみ（とまりやま -）
声：真中海
学園2年。部員1名のみの新聞部部長で、特ダネとして七不思議の謎を追う。マイペースで計算高く、智とは七不思議に関して協力（取引）関係にある。授業はサボリ気味でほとんど部室におり、仕事に熱中するとそのまま寝袋で寝泊まりしてしまう。パソコン上の自作プログラムで学生のメールやSNS投稿などから七不思議の情報を収集し、学園新聞でも毎号のように記事に取り上げている。
古宮 エリス（ふるみや -）
声：夏野こおり
学園2年。智とは旧校舎で偶然出会い、その後学園へ転入して同級生となる。英国人と日本人のハーフだが日本育ちで英語は苦手。金髪碧眼の美少女で、氷子を始めクラスメイトから可愛がられている。感情表現や口数が少なく、過去の経歴などは質問されても答えないため謎に包まれている。体は小さいが食いしん坊で、特に甘い物に目が無く、学食の白玉クリームあんみつが大好物。

### サブキャラクター
水嶋 氷子（みずしま ひょうこ）
声：杏子御津
学園2年。智と同級生のクラス委員。サバサバした性格で、世話好きでノリが良い。転入してきたエリスを猫可愛がりしている。
灘 春道（なだ はるみち）
声：ワンチャンスモア
学園2年。智と同級生の悪友。黙っていれば長身美男子だが、言動が残念で人望は無い。学生会長の優姫の弟で、本人は時ノ台学園へ進学するつもりは無かったのだが、姉に勝手に願書を出され、入試（面接）も通ってしまった。いまだにそれを根に持ち、わざと悪行を働いて優姫を困らせようとしては、いつもお仕置きされている。
リドリィ・ウェルシュ（Ridley Welsh）
声：卯衣
学園2年で智のクラスメイト。イギリスからの留学生で、智や春道とよく行動を共にしている。小柄・女顔・おっとりした性格で、一部の女子からかなり人気があるが、男と見られていないので本人は複雑。
灘 優姫（なだ ゆうき）
声：伊川美乃里
学園3年。春道の姉で、能力の高さを誰もが認める学生会長。180cmを越える長身・ライオンのたてがみのようなくせっ毛・有能で洞察力に優れた中身で、周囲に威圧感を与えている。
グエン・三嶋・華・クレオール（Ngyen みしま はな Creole）
声：佐月さや香
学園1年で学生会書記を務める。父親はベトナム人、母親はフランスと日本のハーフ。「男は無価値で女性こそが至上」と言い放つ女好きで、会長の優姫にまとわりつき、逆に智には態度が冷たい。智とは喫茶店のバイト仲間だが、料理は大の苦手。
遠近 霧子（とおちか きりこ）
声：ナコ
時ノ台学園の学園長で深咲の祖母。物語の12年前に学園長に就任した。元教員の里瀬とも知り合い。お堅く生真面目で、学園の七不思議を探って旧校舎に出入りする智の行動を快く思っていない。
進藤 里瀬（しんどう りせ）
声：山姥
智の祖母。お茶目でマイペースな性格。時ノ台学園のOGで、その後母校の教師を務め、物語の20年前に定年退職した。その後も時々学園へ顔を出している。孫の智が学園へ入学する前に、不思議な時計を授けた。
ななみ
声：桐矢ノエル
時計の力で出現した女の子。智を「お父さま」と呼んで慕い、七穂のことを突っ張ねている。

## 世界観・用語
（出典：）
時ノ台学園
作品の主舞台。明治時代に創立された女学園が前身の伝統校で、少人数全寮制のリベラル・アーツ教育を謳う。学生の男女比は3：7で女子が多く、海外からの留学生が3割を占める。校舎は増改築を繰り返していて、旧校舎は一部が部室として使われているものの、大部分は立ち入り禁止区域となっている。入学試験はペーパーテストではなく学園OBによる面接で合否を決定し、新入生には記念品の時計と制携帯（学園のお知らせなどがメールで配信される）が支給される。ほとんどの学生は卒業後に海外へ進学する。
学園寮
学園敷地内にあり、学生のほぼ全員が生活する。「うまくやれ」の一言を合い言葉に寮生の自主性を尊重して運営され、外出や消灯の制限はなく、男女間の部屋の行き来も自由になっている。
時計
時間に関する特殊能力を持つ古い懐中時計。学園の七不思議と対になり、それぞれ違う力を持つ時計が全部で7つ存在すると言われている。時計の能力は1日に1回、学園が開いている8時15分〜19時の間しか使えず、学園の外では力を発揮しない。また、持ち主1人に付き1つの時計しか使うことができない。
智には入学前に学園OBの里瀬から時計が1つ与えられており、「過去の写真を同じ場所の現在の写真に更新する」能力を持つ。更新できる写真は1日1枚だけだが、19時までなら何度も更新が可能。
学園の七不思議
時ノ台学園生の間で古くから伝わる伝説。「七不思議の謎を1つ解くと時計が1つ手に入り、時計を7つ集めると何か大きな事が起こる」と噂される。また、学園の各所には七不思議に関連する「七箇条の掟」が貼り出されている。
1. 七不思議は、少女から少女へと伝えること。
2. 七不思議を知る少女は、七不思議のことを口にしてはならない。
3. 七不思議が話題になるとき、“しーっ”と注意する。
4. 七不思議を言い当てられたとき、時計は力を失う。
5. 七不思議の持ち主を言い当てた者は、七不思議の主になる。
6. 七不思議の持ち主は、人知れず七不思議を広める義務を負う。
7. 掟を破れば、死神が大切なものを奪うだろう――。

## スタッフ
（出典：）
- キャラクターデザイン・原画：植田リョウ
- シナリオ：竹田（七穂・ふみルート）、青葉大（深咲・エリスルート）
- BGM：一色由比、隅石良菜
- ムービー：神月社（Mju:z）、えん（Mju:z）
- ディレクター：たつき
- プロデューサー：イケちゃん

## 楽曲

### 主題歌
オープニングテーマ「Timeless time」
作詞・歌：川田まみ / 作曲・編曲：中沢伴行
グランドエンディングテーマ「Thankful 〜奇跡の明日へ〜」
作詞・歌：川田まみ / 作曲・編曲：井内舞子
※初回限定版特典のオリジナルサウンドトラックに両曲のショートバージョン、予約特典CD『七つのふしぎの終わるとき Vocal Collection』に両曲のフルバージョンとインストゥルメンタルを収録。

### キャラクターイメージソング
時任七穂イメージソング「Shelly Soul」
歌：吉河順央（LAZY GANG） / 作詞：米山玩具（LAZY GANG） / 作曲・編曲：柳英一朗（LAZY GANG）
※初回限定版特典のオリジナルサウンドトラックにショートバージョン、ソフマップ予約特典CDにフルバージョンが収録。
遠近深咲イメージソング「My decision.」
歌：船橋舞 / 作詞：榎戸多屋 / 作曲・編曲：天門
※初回限定版特典のオリジナルサウンドトラックにショートバージョン、メディオ予約特典CDにフルバージョンが収録。
止山ふみイメージソング「Prysmile」
作詞・歌：オリヒメヨゾラ / 作曲・編曲：柳英一郎
※初回限定版特典のオリジナルサウンドトラックにショートバージョン、メロンブックス予約特典CDにフルバージョンが収録。
古宮エリスイメージソング「シアワセfluffy」
歌：ささかまリス子（LOOPCUBE） / 作詞：海野みすず / 作曲・編曲：天門
※初回限定版特典のオリジナルサウンドトラックにショートバージョン、げっちゅ屋予約特典CDにフルバージョンが収録。